# ويلي إيفنسن
ويلي إيفنسن (بالنرويجية البوكمول: Willy Evensen)‏ هو مجدف نرويجي، ولد في 31 مارس 1919 في كريستيانية في النرويج، وتوفي في 22 نوفمبر 1997 في نيسودن في النرويج.

## وصلات خارجية
- ويلي إيفنسن على موقع الاتحاد الدولي للتجديف (الإنجليزية)
- ويلي إيفنسن على موقع أوليمبيديا (الإنجليزية)